# Actinodura egertoni
Actinodura egertoni, de nome comum síbia-ferrugínea ou asa-malhada-ruivo é uma espécie de ave da família Timaliidae. Pode ser encontrada nos seguintes países: Butão, China, Índia, Myanmar e Nepal. Os seus habitats naturais são: florestas temperadas e regiões subtropicais ou tropicais húmidas de alta altitude.